# Мелвин Грант
Мелвин Грант (роден в Лондон, Англия) е английски дигитален художник и илюстратор. Живее и работи на брега на югоизточна Англия. Известен е като един от художниците, изобразявали талисмана на хевиметъл групата Айрън Мейдън Еди. Той е автор на обложките на албумите „Fear of the Dark“, „Virtual XI“ и „Death on the Road“, както и на сингъла „The Reincarnation of Benjamin Breeg“. Така той става единственият художник (освен Дерек Ригс), който е рисувал Еди за повече от един албум.
Освен работата по обложки на албуми, Грант е направил и няколко илюстрации за книги, включително за „Къде ми е кравата?“ на Тери Пратчет.